# أهلي سداب
نادي أهلي سداب هو نادي رياضي عماني يقع مقره في دارسيت [الإنجليزية] بولاية مطرح بسلطنة عمان. يلعب النادي حاليًا في دوري الدرجة الأولى العماني. الملعب الرسمي للنادي هو مجمع السلطان قابوس الرياضي، وأيضا ملعب الشرطة السلطانية العمانية لكونه الأقدم كملعب له.

## تاريخ
تأسس نادي أهلي سداب في 18 أبريل 2004 بعد دمج ناديا الأهلي وسداب تحت مسمى نادي "أهلي سداب". حقق النادي العديد من الإنجازات قبل الدمج وبعده خاصة في لعبتي الهوكي وكرة اليد حيث يعتبر من أقوى أندية السلطنة وأكثرها فوزاً بهذه اللعبات.

## الألقاب والإنجازات
دوري الدرجة الأولى العماني
- البطل (1): 2009-10.[3]

كأس السلطان لكرة القدم
- البطل (5 مرات): 1972، 1982، 1983، 1984، 1988.[2]

كأس السلطان للهوكي
- البطل (7 مرات): 1985، 1990، 1995، 1998، 2002، 2005.[2]